# Sagesse de la foule
L'effet de sagesse des foules (The wisdom of crowds) est une théorie émergente popularisée notamment par James Surowiecki (durant les années 2000) et la base de la philosophie pour les enfants de Matthew Lipman. Elle présuppose que la perception et la résolution d'un problème sont plus efficaces par une foule que par n'importe quel individu en faisant partie ou non, et le procédé enrichit du même coup le savoir de chaque personne de cette foule. Ainsi, la précision des prévisions humaines sur les événements attendus futurs est considérablement améliorée, grâce à l'agrégation de prévisionnistes individuels en une « foule ».
Autrement dit : un grand nombre d'amateurs, ou d'experts, peut répondre mieux à une question qu'un seul expert. James Surowiecki dit aussi qu'un plus grand nombre de personnes est plus intelligent qu'un petit nombre, et que cette sagesse collective façonne les entreprises, les économies, les sociétés et les nations.
La sagesse des foules n'est pas une entité philosophique, mais aussi un phénomène mathématique et statistique :
Trois ingrédients doivent être réunis pour parvenir à révéler l'intelligence de la foule : 
- la diversité : avoir un grand nombre de personnes de divers milieux avec des idées originales ;
- l'indépendance : permettre à ces avis divers de s'exprimer sans aucune influence ;
- la décentralisation : laisser ces différents jugements s'additionner plutôt que de laisser une autorité supérieure choisir les idées qu'elle préfère.

## Histoire et explications
Le statisticien Francis Galton voulait prouver qu’un groupe du « bas peuple », même en grand effectif, ne pouvait même pas réaliser une tache aussi simple qu'estimer le poids d'un bœuf dans une foire agricole. Au cas par cas, c'était vrai, mais en faisant la moyenne des estimations, on atteint un résultat qui est qualifié d'excellent.
Cela s'explique par la formule suivante :
Erreur du groupe = Erreur individuelle moyenne - Diversité des prédictions
Francis Galton fut surpris par ces résultats, mais l'idée de sagesse des foules n'est pas neuve : Aristote dans son ouvrage La Politique écrivait « La Majorité, dont chaque membre pris à part n'est pas un homme remarquable, est cependant au-dessus des hommes supérieurs. », mais on ignore s'il a testé cette théorie de façon empirique ou non.
S'intéressant à la question des assemblées qui délibèrent, Nicolas de Condorcet a mis en relief le risque que certains choix collectifs deviennent intransitifs. Mais il a aussi défendu l'idée de la sagesse des foules en considérant, dans son Essai sur l'application de l'analyse à la probabilité des décisions rendues à la pluralité des voix (chapitre CLXXX), que si chaque votant a une probabilité de chance supérieure à 50 % de prendre une bonne décision, plus l'assemblée est importante, plus la probabilité est grande qu'une décision collective, prise à la majorité, tende vers une conclusion optimale et rationnelle. C'est le « théorème (du jury) de Condorcet » qui considère que la délibération, au sein d’un groupe nombreux, est supérieure à celle d’un groupe restreint.
Ce qui explique l'actuelle mode de la sagesse des foules, c'est la possibilité de maximiser la valeur « diversité des prédictions » dans la formule ci-dessus grâce à Internet qui permet le rassemblement d'un grand nombre de personnes d'origines et d'opinions différentes.

## Expérimentations, applications
Internet, par son grand nombre d'utilisateurs, est aujourd'hui un lieu possible d'expérimentation de la sagesse de la foule, comme l'a illustré le projet Twitch Plays Pokémon. Dans ce projet, tous les utilisateurs du site de streaming Twitch contrôlaient le même personnage simultanément, par un système de vote qui exécutait toutes les trente secondes l'action la plus demandée. Si l'on admet que terminer un jeu vidéo est un acte constructif, alors on a là la preuve que la sagesse des foules est un phénomène avéré ; les participants du projet Twitch Plays Pokémon ont terminé le jeu Pokémon Rouge en 16 jours.
L'expérience a été retentée sur des jeux comme Super Mario Bros., Metal Gear ou même Dark Souls, qui est pourtant réputé pour son extrême difficulté. Et à chaque fois, cela a fonctionné.
Dans le domaine du football le club d'Ebssfleet a en 2007 recruté son équipe grâce au vote de ses 30 000 fans-actionnaires (dont chacun avait payé sa voix 35 £). Le club a remporté le FA Trophy l'année suivante.
En informatique, le Planning poker est une technique d'estimation s'appuyant sur une délibération collective entre les membres de l'équipe.

### Dans le domaine de l'IA
Des travaux sur la capacité de prévision d'intelligences artificielles de type grands modèles de langage (LLM) ont suggéré qu'un LLM seul, en tant que prévisionnistes individuels, est moins efficace, en termes de prédiction, qu'un agrégat de tournoi de prévision constitué d'une foule humaine. Mais une nouvelle étude (2024) a examiné les capacités de prédiction d’un groupe de douze modèles de langage à grande échelle (LLM), ouverts ou non, publiquement et facilement accessibles, et issus d'entreprises variées basées en Chine, en France, aux Émirats arabes unis, en Corée du Sud, au Canada et aux États-Unis en comparant la qualité des prévisions de cette « sagesse de la foule de silicium » à celle des prévisions humaines issues de l'effet de sagesse de la foule : Ce groupe de 12 IA génératives a dû répondre à 31 questions binaires, également posées à une foule de 925 prévisionnistes humains lors d'un tournoi public de prévision qui s’est déroulé d’octobre 2023 à janvier 2024 sur la plateforme Metaculus. La capacité prédictive agrégée du groupe des 12 IA s'est alors avérée plus efficace qu'un simple benchmark sans information, et statistiquement similaire à celle de la foule humaine. 
On sait que l'IA peut grandement améliorer la production cognitive et prospective humaine. Philipp Schoenegger et al. (2024) se sont demandé si, inversement, l'utilisation de l'effet "sagesse des foules humaines" par une IA peut ou non améliorer la capacité de prédiction du LLM. Les deux IA (LLM) testées ont été GPT-4 et Claude 2 ; et effectivement : « la précision des prévisions des deux modèles bénéficie de l’exposition à la prédiction humaine médiane en tant qu’information, améliorant la précision de 17 % à 28 % : bien que cela conduise à des prédictions moins précises que la simple moyenne des prévisions humaines et mécaniques. Nos résultats suggèrent que les LLM peuvent atteindre une précision de prévision rivalisant avec celle des tournois de prévision de foule humaine : via la méthode simple et pratique d’agrégation des prévisions. Cela reproduit l’effet de « sagesse de la foule » pour les LLM et ouvre leur utilisation à une variété d’applications dans toute la société ». L’exposition des LLM aux prévisions médianes humaines améliore leur précision. Ceci encourage les intégrations synergiques des deux intelligences humaine et artificielle.

## Limites
Dans certains contextes, la sagesse des foules entre en conflit avec certains biais cognitifs et phénomènes sociopsychologiques ; des effets de cascade de deux types : 
- les « cascades d'information » qui se produisent lorsque les individus, en carence d'information, imitent celui qui semble savoir[10]. Ce conformisme cognitif est à priori efficace et peu coûteux, mais il peut aussi être dangereux. Si le leader est dans l'erreur, la foule qui le suit converge vers l'erreur, ce qui peut conduire à des situations catastrophiques.
- La « cascade de réputation » conduit les individus à endosser le point de vue du plus grand nombre pour éviter le coût social dont doit s'acquitter tout contestataire. L'« effet de polarisation »  qui consiste à adopter une attitude plus intransigeante collectivement qu’individuellement, d'où le risque de radicalisation de la foule[11].